# Patrizia von Brandenstein
Patrizia von Brandenstein (* 17. November 1939 in Phoenix, Arizona) ist eine US-amerikanische Filmarchitektin und Kostümbildnerin russlanddeutscher Abstammung.

## Leben
Die Tochter russisch-deutscher Emigranten war als junge Frau lange Zeit durch Europa gereist und verbrachte zwei Jahre in Frankreich als Auszubildende an der Comédie-Française. In den 1960er Jahren arbeitete von Brandenstein als Kulissenmalerin, Requisiteurin und Schneiderin am Theater. Sie war unter anderem am Actors Studio tätig. Von 1966 an arbeitete sie für acht Jahre als Kostüm- und Bühnenbildnerin am American Conservatory Theater in San Francisco. Ihre ersten erwähnenswerten Kostümentwürfe lieferte sie im Herbst 1968 für die Inszenierungen von The Front Page und Don’t Shoot Mable It’s Your Husband. Im Herbst 1969 folgte ein weiterer Kostümentwurf für das Stück Trumpets and Drums.
Im Jahr 1971 wechselte sie zum Film. Sie begann mit der Ausstattung für den Film Bill McKay – Der Kandidat mit Robert Redford. 1977 stieg sie zur Chefarchitektin auf. Seitdem hat sie mit namhaften Regisseuren wie Miloš Forman, Mike Nichols, Sam Raimi oder Brian De Palma zusammengearbeitet. Ihre größte Herausforderung, zugleich auch Brandensteins größter Filmerfolg, wurde 1984 die Musiker-Biografie Amadeus, für das sie ein umfassendes Rokoko-Ensemble kreieren durfte und für das sie mit dem Oscar in der Kategorie Bestes Szenenbild ausgezeichnet wurde.
Von Brandenstein ist mit dem Szenenbildner Stuart Wurtzel (* 1940) verheiratet, den sie während ihrer Zeit in San Francisco kennenlernte.

## Filmografie (Auswahl)
Szenenbild
- 1972: Bill McKay – Der Kandidat (The Candidate)
- 1977: Nur Samstag Nacht (Saturday Night Fever)
- 1978: Mein deutscher Soldat (Summer of My German Soldier) (TV-Film)
- 1981: Ragtime
- 1983: Silkwood
- 1984: Amadeus
- 1985: A Chorus Line
- 1986: Geschenkt ist noch zu teuer (The Money Pit)
- 1986: Gnadenlos (No Mercy)
- 1987: The Untouchables – Die Unbestechlichen (The Untouchables) (visuelle Beratung)
- 1988: Verraten (Betrayed)
- 1988: Die Waffen der Frauen (Working Girl)
- 1990: Im Vorhof der Hölle (State of Grace)
- 1990: Grüße aus Hollywood (Postcards from the Edge)
- 1991: Billy Bathgate
- 1992: Sneakers – Die Lautlosen (Sneakers)
- 1992: Der Schein-Heilige (Leap of Faith)
- 1993: Das Leben – Ein Sechserpack (Six Degrees of Separation)
- 1995: Schneller als der Tod (The Quick and the Dead)
- 1995: Im Sumpf des Verbrechens (Just Cause)
- 1996: Larry Flynt – Die nackte Wahrheit (The People vs. Larry Flynt)
- 1998: Das Mercury Puzzle (Mercury Rising)
- 1998: Ein einfacher Plan (A Simple Plan)
- 1999: Der Mondmann (The Man on the Moon)
- 2000: Shaft – Noch Fragen? (Shaft)
- 2002: Club der Cäsaren (The Emperor’s Club)
- 2003: Es bleibt in der Familie (It Runs in the Family)
- 2006: Das Spiel der Macht (All the King’s Men)
- 2006: Goyas Geister (Goya’s Ghosts)
- 2008: Deception – Tödliche Versuchung (Deception)
- 2008: Das Lächeln der Sterne (Nights in Rodanthe)
- 2009: Ein russischer Sommer (The Last Station)
- 2011: Ohne Limit (Limitless)
- 2011: Bulletproof Gangster (Kill the Irishman)
- 2011: Albert Nobbs
- 2011: Violet & Daisy
- 2013: Words & Pictures – In der Liebe und in der Kunst ist alles erlaubt (Words and Pictures)
- 2013: Der Fall Phil Spector (Phil Spector) (TV-Film)
- 2014: The Best of Me – Mein Weg zu dir (The Best of Me)
- 2014: Houdini (TV-Zweiteiler)
- 2016: The Night Of – Die Wahrheit einer Nacht (The Night Of) (TV-Miniserie)
- 2016–2017: The Last Tycoon (TV-Serie)

## Auszeichnungen
Oscar
- 1982: Nominierung in der Kategorie Bestes Szenenbild für Ragtime
- 1985: Bestes Szenenbild für Amadeus
- 1988: Nominierung in der Kategorie Bestes Szenenbild für The Untouchables – Die Unbestechlichen

BAFTA Award
- 1986: Nominierung in der Kategorie Bestes Szenenbild für Amadeus

Emmy
- 2013: Nominierung in der Kategorie Bestes Szenenbild einer Miniserie oder eines Fernsehfilms für Der Fall Phil Spector

Art Directors Guild
- 2014: Nominierung in der Kategorie Bestes Szenenbild einer Miniserie oder eines Fernsehfilms für Der Fall Phil Spector
- 2015: Nominierung in der Kategorie Bestes Szenenbild einer Miniserie oder eines Fernsehfilms für Houdini
- 2016: Ehrenpreis für das Lebenswerk
- 2017: Bestes Szenenbild einer Miniserie oder eines Fernsehfilms für The Night Of – Die Wahrheit einer Nacht

Weitere
- 1993: Below-The-Line Award der Gotham Awards